# Abraham Cupeiro
Abraham Cupeiro (Sarria, 1980) es un músico y musicólogo español.
Es conocido por su recuperación y reconstrucción de instrumentos de la antigüedad.

## Biografía
Abraham Cupeiro nació en Sarria en 1980. Estudió trompeta en el Real Conservatorio Superior de Música de Madrid y realizó un máster en Interpretación de música antigua por la Universidad Autónoma de Barcelona.
Ha formado parte de grupos de folk, jazz y música antigua.
Sobresale también por ser uno de los pocos instrumentistas que tocan el  carnyx, trompeta celta de la Edad de Hierro.
Cuenta en su colección personal con más de doscientos instrumentos de distintas épocas y lugares del mundo. Ha construido cincuenta de ellos y es capaz de tocar alrededor de cien.

## Discografía
- Os sons esquecidos (2017) con la Real Filharmonía de Galicia.
- Pangea (2020) con la Royal Philharmonic Orchestra.
- Mythos (2024) con la Royal Philharmonic Orchestra.